# Isawi Furajdż
Isawi Furajdż (arab. عيسوي فريج; hebr. עיסאווי פריג; ang.: Issawi Frej, Esawi Frej; ur. 14 grudnia 1963 w Kafr Kasim) – izraelski polityk pochodzenia arabskiego, od 2013 poseł do Knesetu z listy partii Merec.
W wyborach parlamentarnych w 2013 po raz pierwszy dostał się do izraelskiego parlamentu. Zasiadał w Knesetach XIX, XX i XXI kadencji.
Jest żonaty, ma siedmioro dzieci.